# Назаров, Лемик Унанович
Лемик Унанович Назаров (арм. Լեմիկ Հունանի Նազարով; 1933—1998) — советский и армянский медик, учёный в области проктологии, доктор медицинских наук, профессор, член-корреспондент Академии наук Армянской ССР (1986), действительный член Академии наук Армении (1996). Директор НИИ проктологии (1985—1998). Основоположник армянской научной школы проктологии.

## Биография
Родился 1 сентября 1933 года в Тифлисе, Грузинской ССР.
С 1953 по 1958 год обучался на лечебном факультете Первого Московского медицинского института имени И. М. Сеченова, который окончил с отличием. С 1958 по 1960 год обучался в аспирантуре этого университета.
С 1960 по 1969 год на научно-исследовательской работе в Московском научно-исследовательском онкологическом институте имени П. А. Герцена в качестве научного сотрудника. С 1969 по 1974 год на научной и клинической работе в Научно-исследовательской лаборатории Министерства здравоохранения СССР в качестве — руководителя онколого-проктологического отделения.
С 1975 по 1990 год на педагогической работе в Ереванском институте усовершенствования врачей в качестве профессора и заведующего кафедрой проктологии. Одновременно с 1985 по 1998 год являлся организатором и первым директором Научно-исследовательского института проктологии Министерства здравоохранения АрмССР — Республики Армения.

### Научно-педагогическая деятельность и вклад в науку
Основная научно-педагогическая деятельность Л. У. Назарова была связана с вопросами в области медицинской проктологии, занимался исследованиями в области проктологической хирургии и совершенствования применения лазерной и традиционной технологии при онкологических и восстановительных хирургических операциях на толстой кишке.
В 1960 году защитил кандидатскую диссертацию, в 1974 году защитил докторскую диссертацию на соискание учёной степени доктор медицинских наук по теме: «Реконструктивные операции у больных с колостомой после обширных левосторонних резекций толстой кишки». В 1981 году ВАК СССР ему было присвоено учёное звание профессор. В 1986 году он был избран член-корреспондентом Академии наук Армянской ССР, в 1996 году — действительным членом Академии наук Армении. Л. У. Назаровым было написано более ста пятидесяти пяти научных работ в том числе две  монографии и шесть авторских свидетельств на изобретения.

## Основные труды
- Свищи прямой кишки: (Хронич. парапроктит). - Москва : Медицина, 1966. - 128 с.
- Реконструктивные операции у больных с колостомой после обширных левосторонних резекций толстой кишки / Ин-т хирургии им. А. В. Вишневского Акад. мед. наук СССР. - Москва : [б. и.], 1974. - 35 с
- Восстановительные операции на толстой кишке / Д. м. н. Л.У. Назаров. - Ереван : Айастан, 1978. - 215 с.
- Совершенствование способов лечения хронических неопухолевых заболеваний прямой кишки, промежности и крестцово-копчиковой области : [Учеб. пособие] / Л. У. Назаров, Э. Б. Акопян, А. К. Энфенджян и др.; Центр. ин-т усоверш. врачей, Ерев. ин-т усоверш. врачей. - М. : ЦОЛИУВ, 1988. - 33 с.
- Эпителиальные ходы и гнойничковые поражения крестцово-копчиковой области и промежности / Л. У. Назаров, А. К. Эфенджян, Р. А. Амбарцумян. - Ереван : Айастан, 1990. - 143 с. ISBN 5-540-00890-1[3]

## Награды и звания
- Орден Дружбы народов[1][2]